# Гераброн
Гераброн (нем. Gerabronn) — город в Германии, в земле Баден-Вюртемберг.
Подчинён административному округу Штутгарт. Входит в состав района Швебиш-Халль. Население составляет 4227 человек (на 31 декабря 2010 года). Занимает площадь 40,38 км². Официальный код — 08 1 27 032.
Город подразделяется на 5 городских районов.

## Достопримечательности
- Замок Амлисхаген
- Замок Морштайн

## Известные уроженцы
- Альберт Фридрих Готтлоб Эгельгааф (1848—1934) — немецкий политик, историк и педагог.
- Йошка Фишер (1948) — с 1998 по 2005 год — министр иностранных дел Германии и вице-канцлер.

## Фотогалерея

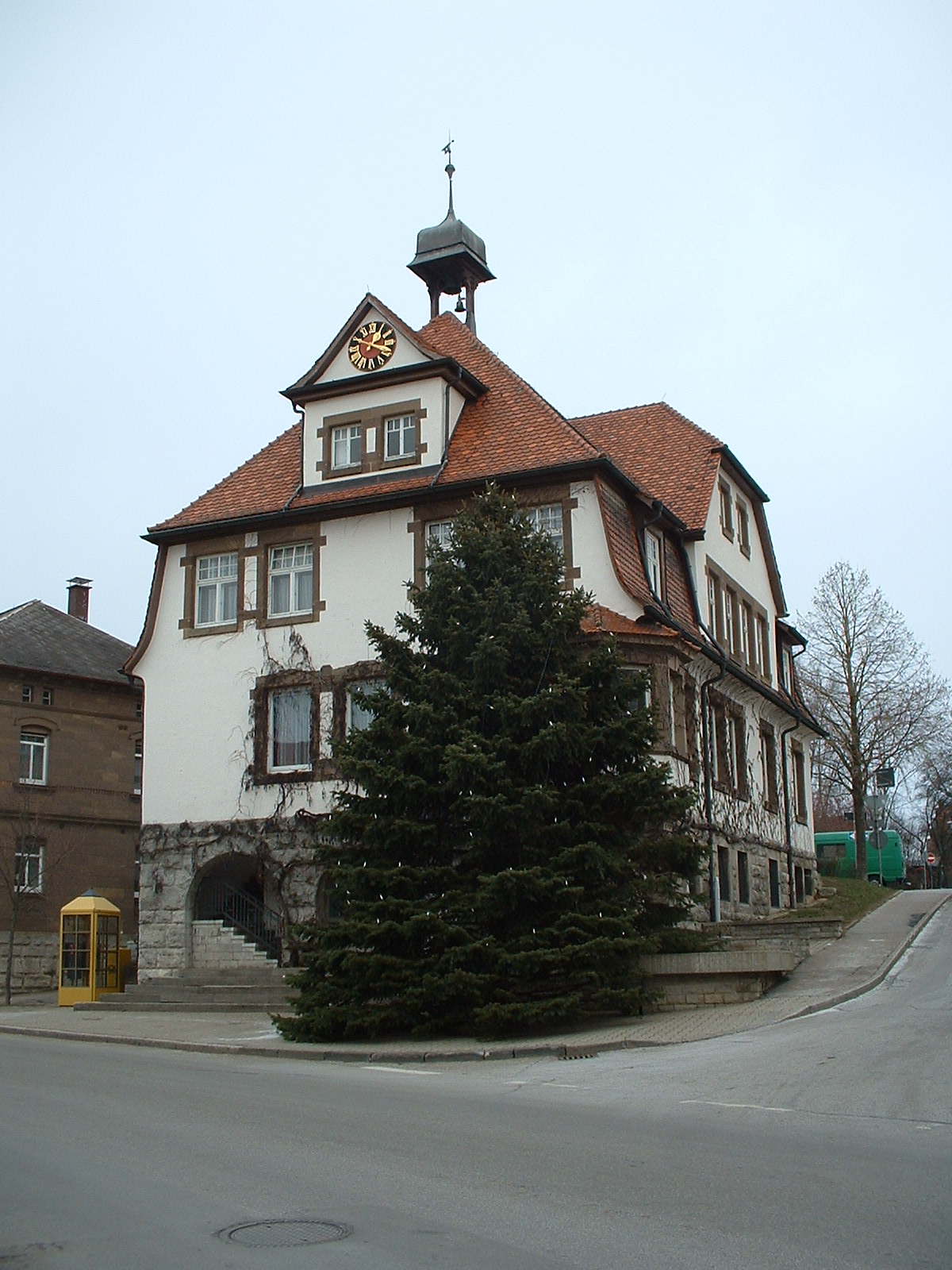
Ратуша
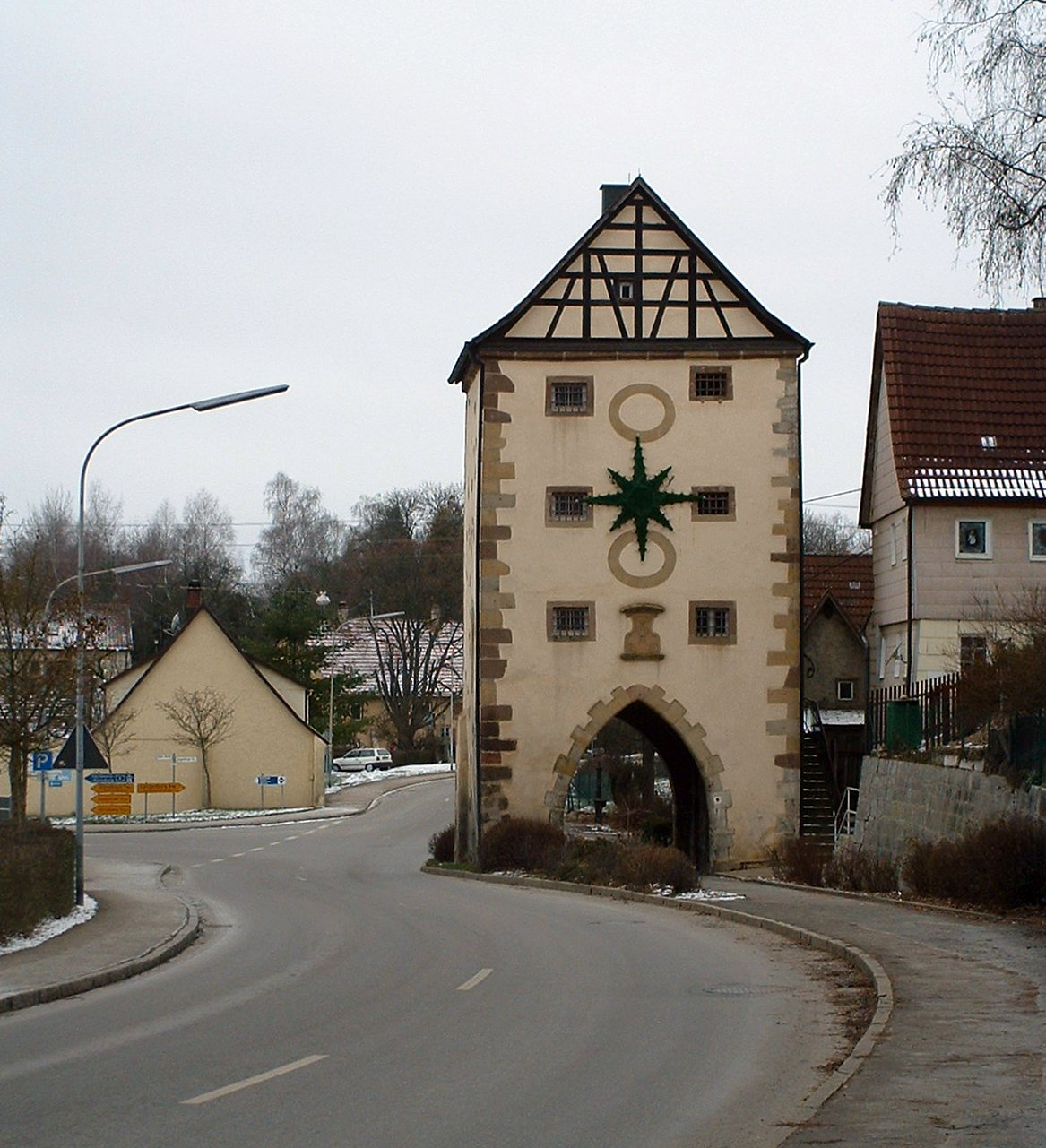
Городские ворота
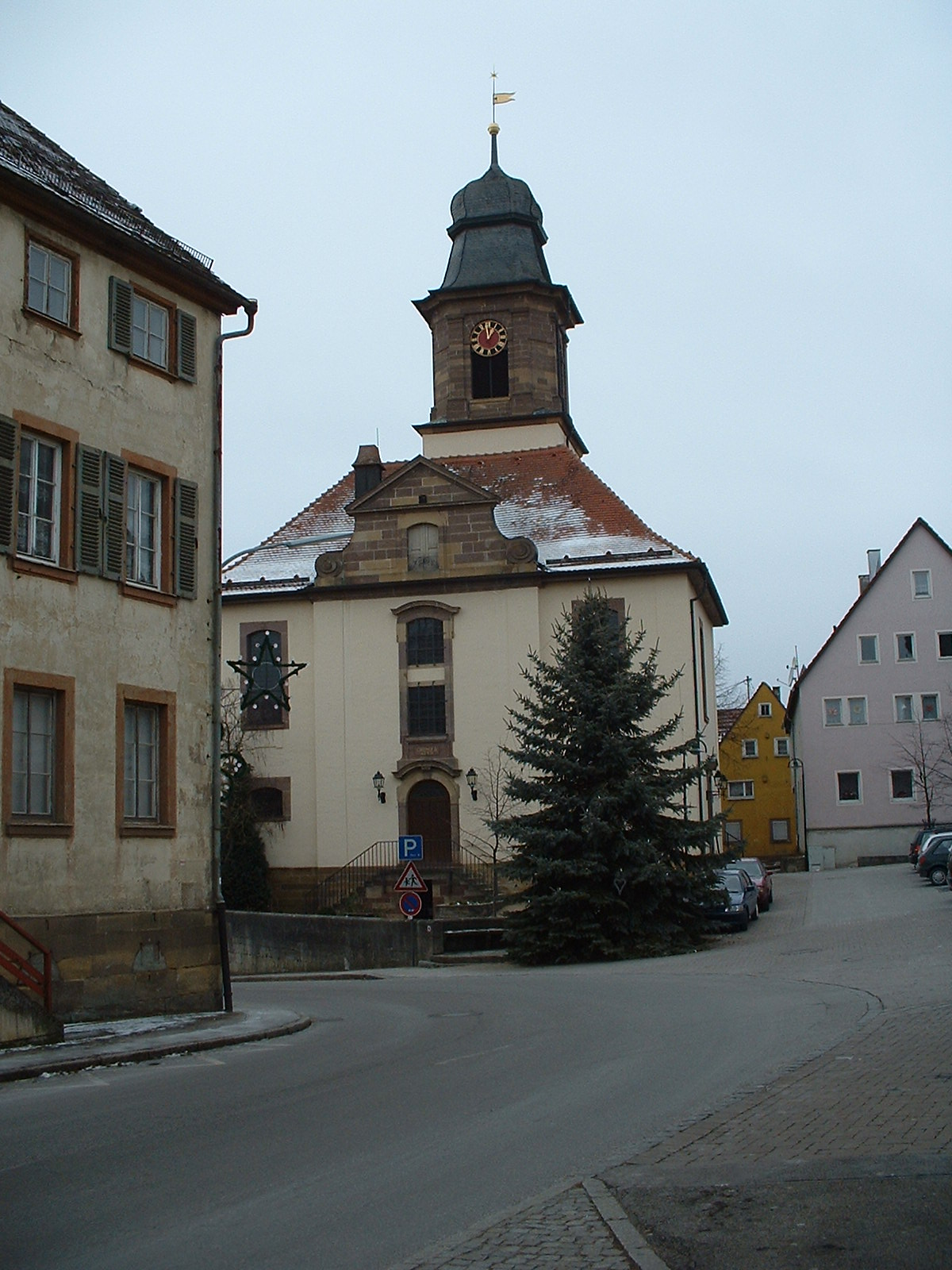
Евангелическая церковь
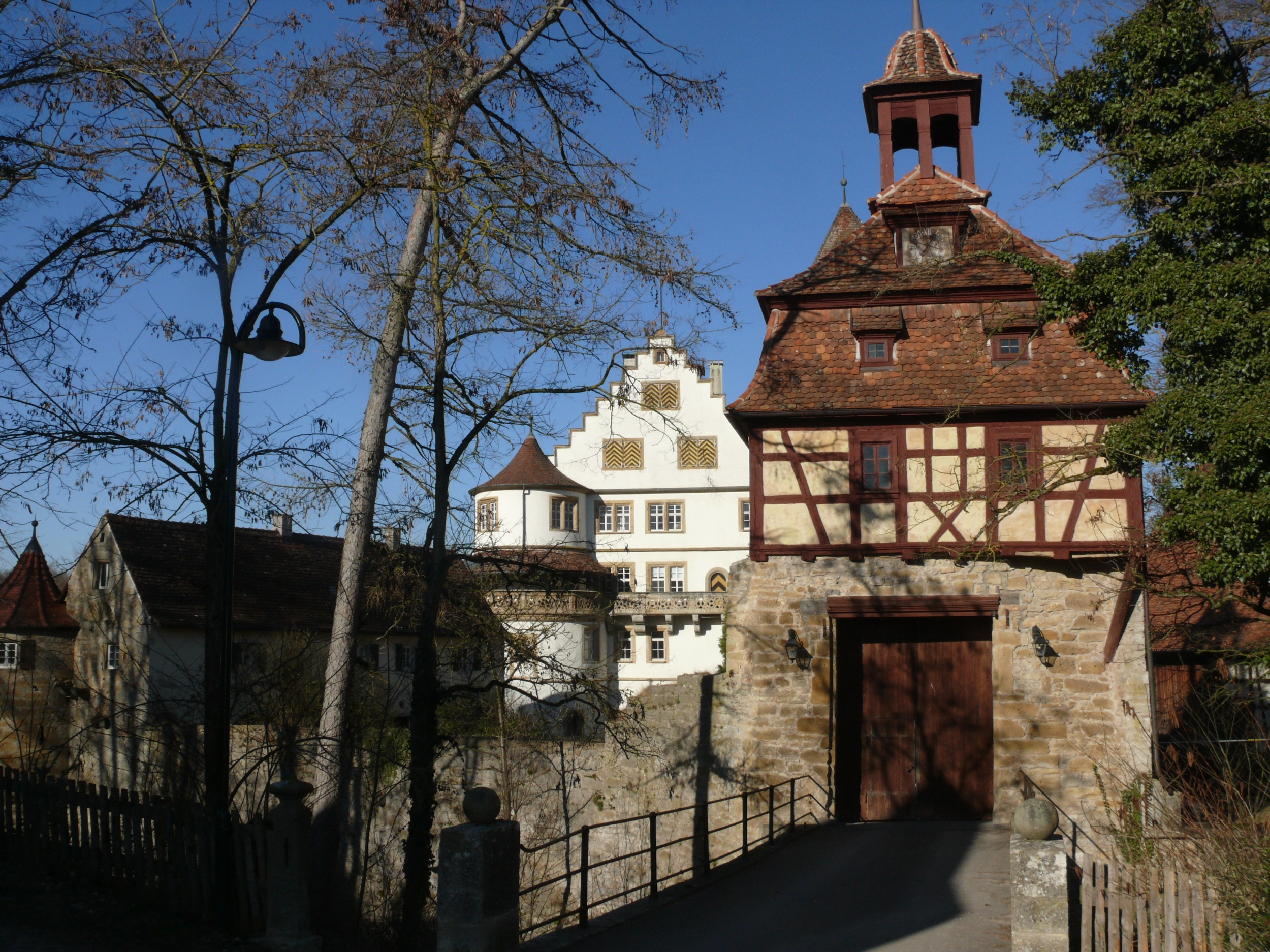
Замок Морштайн
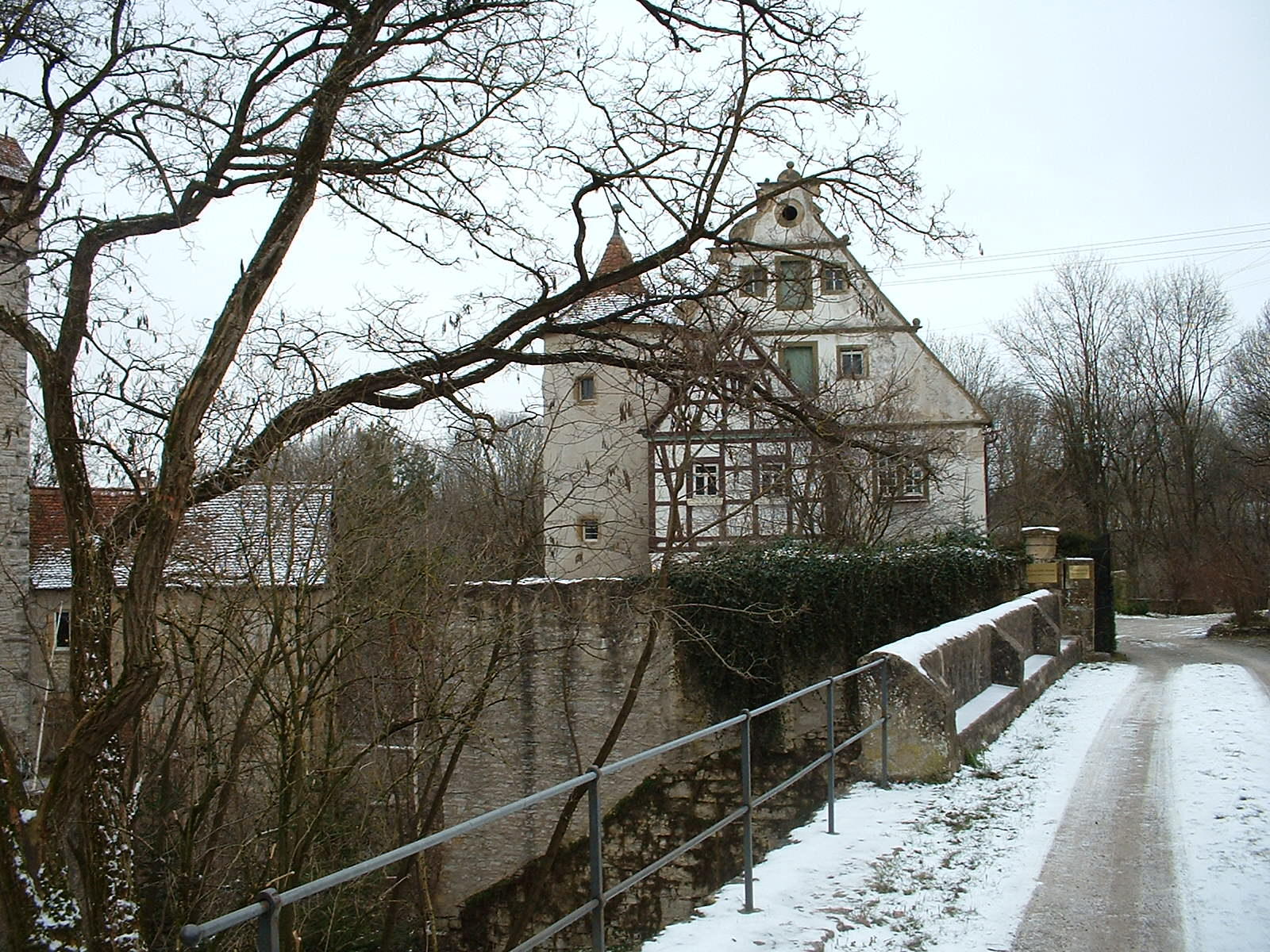
Замок Амлисхаген